# Claire Fraser (personaje)
Claire Randall/Fraser (nacida como Claire Beauchamp) es un personaje ficticio de la saga literaria de novelas Forastera escritos por la autora estadounidense Diana Gabaldon y de su adaptación televisiva, Outlander. En la saga de libros, narrados desde su punto de vista, Claire es una enfermera inglesa casada que participó en la Segunda Guerra Mundial. Ella y su esposo Frank visitan Escocia como unas vacaciones para reavivar su matrimonio pero todo se complica cuando es transportada desde el año 1945 hasta el año 1743. Allí encuentra aventura, guerra y se enamora perdidamente del apuesto guerrero escocés de las Tierras Altas, Jamie Fraser. Inteligente, terca y obstinada, Claire usa su ingenio, habilidades médicas y conocimiento del futuro para sobrevivir en el siglo XVIII.
En la serie de televisión Outlander, Claire es interpretada por la actriz irlandesa Caitriona Balfe. Por su actuación, Balfe ganó dos Premios Saturn a la Mejor Actriz en Televisión en 2015 y 2016, y un Premio People's Choice a la Actriz favorita en una serie de ciencia ficción y fantasía en 2016, además fue nominada en cuatro ocasiones al Premio Globo de Oro a la Mejor actriz de serie de televisión - Drama en 2015, 2016, 2017 y 2018.

## Apariciones en la Saga Forastera
Claire Fraser aparece en las siguientes novelas de la saga:
- Forastera (1991)
- Atrpada en el tiempo (1992)
- Viajera (1994)
- Tambores de otoño (1997)
- La cruz ardiente (2001)
- Viento y ceniza (2005)
- Ecos del pasado (2009)
- Escrito con la sangre de mi corazón (2014)